# Víctor Gutiérrez (calciatore 1978)
Víctor Manuel Gutiérrez Castro (Naucalpan de Juárez, 27 gennaio 1978) è un ex calciatore messicano, di ruolo difensore.

## Carriera

### Club
Ha trascorso l'intera carriera nel campionato messicano.

### Nazionale
Con la maglia della nazionale ha esordito nel 2001.

## Palmarès

### Club

#### Competizioni nazionali
- InterLiga: 1

Necaxa: 2007